# Eva Heller

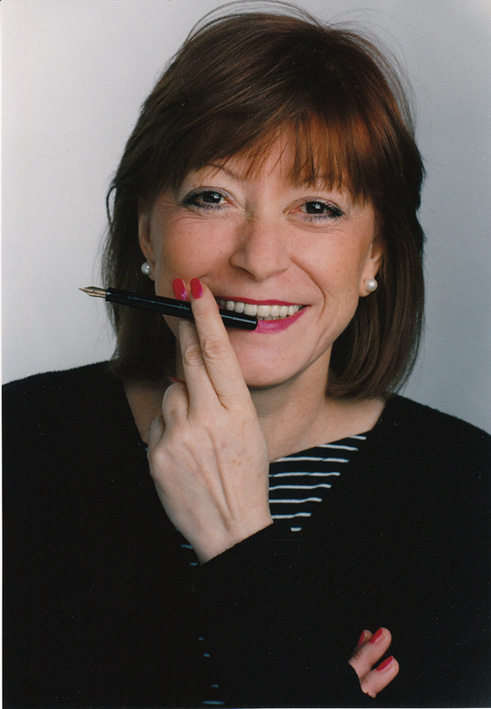
Eva Heller

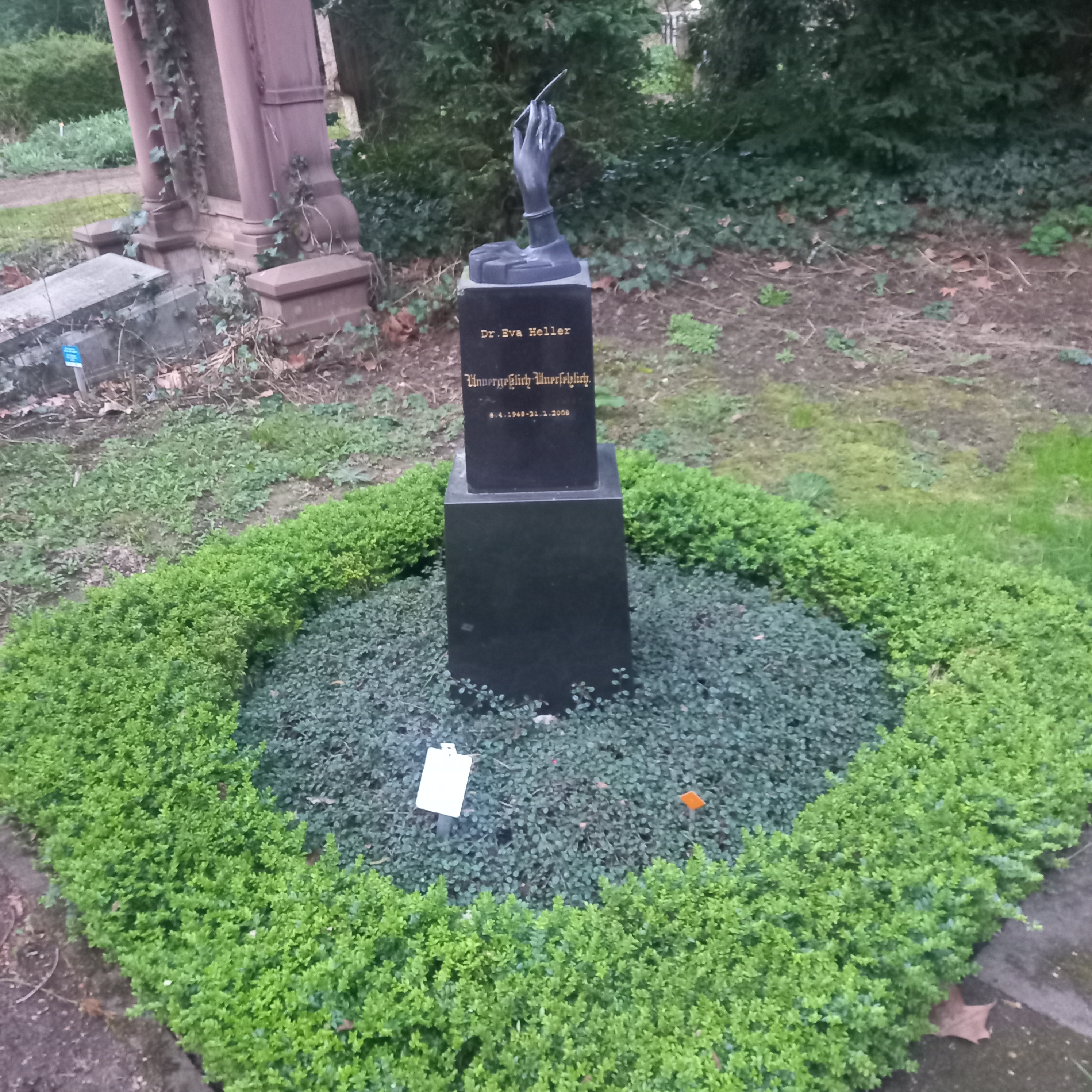
Das Grab von Eva Heller auf dem Hauptfriedhof (Frankfurt am Main)

Eva D. Heller (* 8. April 1948 in Esslingen am Neckar; † 31. Januar 2008 in Frankfurt am Main) war eine deutsche Schriftstellerin und Sozialwissenschaftlerin.

## Leben
Eva Heller wuchs in Ludwigsburg auf. Sie studierte in Berlin Soziologie und Psychologie. Eva Heller hatte Abschlüsse als staatlich geprüfte Werbewirtin (Hochschule der Künste Berlin, 1973), Diplom-Soziologin (Freie Universität Berlin, 1978) und Dr. phil. (Universität Frankfurt, 1982). Ihre Dissertation Wie Werbung wirkt. Theorien und Tatsachen erschien als Taschenbuch. Für kurze Zeit war Heller auch Professorin: 1985/1986 übernahm sie für ein Jahr eine Professurvertretung an der Technischen Hochschule Darmstadt, sie lehrte dort Werbepsychologie und Farbpsychologie. Bei der Bewerbung für die eigentliche Professur kam sie im Dezember 1985 auf den zweiten Listenplatz. Sie wurde 1987 mit ihrem ersten Roman Beim nächsten Mann wird alles anders bekannt, der 1989 unter der Regie von Xaver Schwarzenberger auch verfilmt wurde. Sie galt seither als Begründerin einer neuen, witzigen Frauenliteratur. 1988 stand sie ein Jahr lang auf Platz 1 der GONG-Bestsellerliste. Der Roman hatte eine Auflage von mehreren Millionen Exemplaren und wurde weltweit in mehr als 20 Sprachen übersetzt. Auch ihr zweiter Roman, Der Mann der’s wert ist (1993), hatte eine Millionenauflage, stand auf allen Bestsellerlisten. Beide Bücher waren die meistgelesenen Bücher in Deutschland. Auch ihre beiden folgenden Romane wurden Bestseller: Erst die Rache, dann das Vergnügen (1997) und Welchen soll ich nehmen? (2003).
Zugleich war Eva Heller als Cartoonistin bekannt. Ab 1981 zeichnete sie Cartoons, die sie mit 'Eva H.' signierte. Sie publizierte unter anderem in den Zeitschriften Stern und Brigitte und veröffentlichte zwei Cartoon-Bücher.
Heller schrieb auch wissenschaftliche Bücher über die Wirkung von Werbung sowie über die Wirkung von Farben. Sie war eine Expertin für Farben-Wirkungen, hielt hierüber Vorträge und erstellte Gutachten für Firmen. Ihre Bücher über Farben waren ebenfalls Bestseller, die weltweit in viele Sprachen übersetzt wurden.
Außerdem war Heller Kinderbuch-Autorin. Sie publizierte ein Kinderbuch über Farben, Die wahre Geschichte von allen Farben. Zu diesem Buch schrieb sie auch ein Kindermusical. Das Märchenbuch Melittas wunderbare Verwandlung sollte Kinder zum Lesen animieren. 1996 erschien das Weihnachtsbuch Das unerwartete Geschenk vom Weihnachtsmann und von Frau Glück und Herrn Liebe mit Illustrationen von Michael Sowa.
Im Sommersemester 1990 war sie Gastprofessorin für Kommunikationspsychologie an der Hochschule der Künste in Berlin.
Eva Heller war verheiratet mit Dieter Prokop, Soziologieprofessor an der Universität Frankfurt.
Am 31. Januar 2008 starb Eva Heller im Alter von 59 Jahren, nachdem sie einen Schlaganfall erlitten hatte.

## Werke

### Romane
- Beim nächsten Mann wird alles anders. 38. Auflage, Fischer TB 3787, Frankfurt am Main 2005 (Erstausgabe 1987), ISBN 978-3-596-23787-6 (= Die Frau in der Gesellschaft). Neuausgabe im Tredition Verlag, Hamburg 2018, erstmals auch als e.Book, ISBN 978-3-7469-0972-1
- Der Mann der’s wert ist. Knaur TB 65075, München 1993, ISBN 3-426-65075-4.
- Erst die Rache, dann das Vergnügen. Droemer Knaur, München 1997, ISBN 3-426-19407-4; Knaur TB 61036, München 1999, ISBN 3-426-61036-1; Weltbild, Augsburg 2001, ISBN 3-8289-6944-5.
- Welchen soll ich nehmen? Ullstein, München 2003, ISBN 3-550-08415-3; Ullstein TB 25891, München 2004, ISBN 978-3-548-25891-1.

### Cartoon-Bücher
- Küß mich, ich bin eine verzauberte Geschirrspülmaschine. Lappan, Oldenburg 1984, ISBN 3-89082-308-4; Fischer TB, Frankfurt am Main 1991, ISBN 3-596-10940-X.
- Vielleicht sind wir eben zu verschieden. Lappan, Oldenburg 1987, ISBN 3-89082-342-4; Fischer TB, Frankfurt am Main 1992, ISBN 3-596-10979-5.
- Willst du meine Teilzeit-Lebensgefährtin werden? Fischer TB, Frankfurt am Main 1999, ISBN 3-426-61102-3 (Zusammenstellung aus 1984 und 1987).

### Kinderbücher
- Die wahre Geschichte von allen Farben. Für Kinder, die gern malen. Illustrationen von Eva Heller. Lappan, Oldenburg 1994, ISBN 3-89082-129-4.
- Wie man allseits beliebt wird, glücklich und schlank. Vom Sinn des Lesens. Illustrationen von Eva Heller. Gerstenberg, Hildesheim 2001, ISBN 3-8067-4936-1.
- Das unerwartete Geschenk vom Weihnachtsmann und von Frau Glück und Herrn Liebe. Illustrationen von Michael Sowa. Kunstmann, München 2001, ISBN 3-88897-309-0.
- Ich bin Künstler, ich kann alles malen. Die kreative Malschule für Kinder und sogar für Eltern. Illustrationen von Eva Heller. Lappan, Oldenburg 2004, ISBN 3-8303-1055-2.
- Melittas wunderbare Verwandlung. Für Kinder, die gerne lesen. dtv 62242 Hanser, München 2005, ISBN 3-423-62242-3.

### Kindermusical
- Die wahre Geschichte von allen Farben. Theaterstück für Kinder; für 3 weibliche und 3 männliche Darsteller. Lappan, Oldenburg 2007, ISBN 978-3-8303-1128-7 (basiert auf dem gleichnamigen Kinderbuch der Autorin).

### Hörbuch
- Das unerwartete Geschenk vom Weihnachtsmann und von Frau Glück und Herrn Liebe. Ungekürzte Hörfassung gelesen von Sissi Perlinger, Regie: Margrit Osterwold. Heyne Hörbuch, München 2000, ISBN 3-453-18152-2 (CD) / ISBN 3-453-18151-4 (MC).

### Sachbücher
- Wie Werbung wirkt. Theorien und Tatsachen. Fischer TB 3839, Frankfurt am Main 1984 (27. – 28. Tausend 1996), ISBN 978-3-596-23839-2 (Dissertation Universität Frankfurt am Main 1982, 281 Seiten).
- Wie Farben wirken. Farbpsychologie, Farbsymbolik, kreative Farbgestaltung. Rowohlt, Reinbek bei Hamburg 1989, ISBN 978-3-499-61960-1.
- Wie Farben auf Gefühl und Verstand wirken. Farbpsychologie Farbsymbolik, Lieblingsfarben, Farbgestaltung. Droemer, München 2000, ISBN 3-426-27174-5.